# FC Eilenburg
El FC Eilenburg es un equipo de fútbol de Alemania que juega en la Regionalliga Nordost, una de las ligas regionales que conforman la cuarta división de fútbol del país.

## Historia
Fue fundado el 1 de enero de 1994 en la ciudad de Ellenburg del estado de Sajonia como el sucesor del desaparecido SV Mörtitz como parte de la Sachsenliga, quinta división, pero descienden tras una temporada. En 1997 el club retorna a la Sachsenliga, y para 2004 asciende a la NOFV-Oberliga Süd, donde jugó hasta el año 2009 cuando descendió.
En la temporada 2016/17 retorna a la NOFV-Oberliga Süd, liga que tras cinco años logra por primera vez el ascenso a la Regionalliga Nordost por primera vez para la temporada 2021/22.

## Palmarés
- NOFV-Oberliga Süd (2): 2020-21, 2022-23
- Sachsenliga (2): 2003–04, 2016–17
- Berzirksliga Leipzig (2): 1992–93, 1996–97